# 조선민주주의인민공화국 대내외무역성
조선민주주의인민공화국 대내외무역성(朝鮮民主主義人民共和國 對內外貿易省)은 조선민주주의인민공화국의 대내외 무역, 수출, 수입 업무를 관장하는 내각 중앙 행정기관이었다.

## 연혁
- 대내외무역성 설립
- 1958년 9월 26일 대내외무역성 폐지, 무역성 내 대내외무역위원회로 흡수

## 조직
- 국가경제개발위원회
- 합영투자위원회

## 산하 기관
- 일반제품 수입공사
- 낙원무역상사

## 같이 보기
- 무역성